# São José da Laje
São José da Laje è un comune del Brasile nello Stato dell'Alagoas, parte della mesoregione di Leste Alagoano e della microregione di Serrana dos Quilombos.

## Storia
L'origine di São José da Laje è legata alle prime spedizioni commerciali tra Porto Calvo, Porto de Pedras, altri comuni della costa settentrionale e alcune città di pernambucane come Rio Formoso, Cabo de Santo Agostinho e Serinhaém. La sua espansione, però, di fatto si deve a motivi religiosi. Nel 1828, esisteva già una donazione di terra a São José per un valore di 100 000réis da parte di José Vicente de Lima e di sua moglie, Angelica de Mendonça. La coppia possedeva un vecchio mulino da zucchero dove in seguito fu impiantata la fattoria Boa Esperança. Il confine della donazione terriera non era ben definito, ma identificato nel Rio Canhoto nel punto in cui oggi sorge la città. Il 28 luglio 1876 l'insediamento si era sviluppato e si chiamava Laje do Canhoto. L'Assemblea Provinciale lo elevò al rango di villaggio con il nome di São José da Laje. Presso Laje doveva essere istituita anche la sede del comune di Imperatriz (oggi União dos Palmares), ai sensi della legge 737 del 1876, che però non fu mai attuata. Con la risoluzione 896 del 1886 fu invece creato il comune di São José, entro i medesimi confini parrocchiali ma legato giudiziariamente a União dos Palmares. Solo con la Costituzione del 1935 il comune ottenne la circoscrizione giudiziaria.